# وطواط الصحراء
وطواط الصحراء (الاسم العلمي: Hypsugo ariel)، هو نوع من خفافيش الليل يتبع جنس هوائي المولد. يوجد في مصر وفلسطين (توضيح) والأردن وسلطنة عمان والسعودية والسودان واليمن. كان يُنظر إلى بعض جمهرته العربية سابقًا على أنها نوع منفصل، Hypsugo bodenheimeri، لكن الاختلافات المقترحة بين الاثنين غير مُسندة. موائلها الطبيعية هي أراضي الأشجار القمئية الجافة شبه الاستوائية أو الاستوائية، والمناطق الصخرية، والصحاري الحارة.